# Vete con Dios, gringo
Vete con Dios, gringo (en italiano: Vayas con dios, Gringo) es una película spaghetti western de 1966 dirigida por Edoardo Mulargia.

## Argumento
El forajido Mexico y otros cinco hombres de la pandilla «The Criss» escapan de prisión; entre ellos se encuentra el joven Gringo, quien está preso por asesinar a su hermano, pero es inocente. El grupo llega a un pueblo donde actualmente se celebra el carnaval. Al ser reconocidos de todos modos, toman como rehén a la bailarina Carmen. Mientras continúa su fuga, Gringo defiende a la chica y, por lo tanto, se queda solo en el desierto.
Sobrevive y sigue el rastro de los hombres que ahora tienen planeado un atraco al correo. Durante su búsqueda, también logra encontrar al verdadero asesino de su hermano y al final lo entrega a él y a los bandidos que ha derrotado a las autoridades. Coge la recompensa y se marcha con Carmen.

## Reparto
- Glenn Saxson: Gringo.
- Lucretia Love: Carmen.
- Aldo Berti: Bill.
- Ignazio Spalla: Mexico (acreditado como Pedro Sanchez).
- Pasquale Simeoli: Smith (acreditado como Mark Steven).
- Spartaco Battisti: Jack Stewart.
- Vincenzo Musolino: Raymond Cris (acreditado como Bill Jackson).
- Armando Guarnieri: Sheriff McDonald, Wichita.
- Tom Felleghy: Inspector.
- Nino Musco: Chofer.
- Alfredo Rizzo: Secretario.
- Giovanni Ivan Scratuglia: Deputy (acreditado como Ivan Scratuglia).
- Livio Lorenzon: Don Pedro.

## Lanzamiento
La película sólo tuvo distribución regional en Italia y recaudó una pequeña suma de 67 millones de liras para un wéstern, un género que se encontraba en ese entonces en su apogeo.